# Collectanea ad botanicam
Collectanea ad botanicam (abreujat Collectanea (Jacquin)) és un llibre il·lustrat amb descripcions botàniques que va ser editat pel metge, biòleg i botànic holandès Nikolaus Joseph von Jacquin i publicat en 5 volums en els anys 1787-1796. Va ser la continuació de Miscellanea Austriaca ad Botanicam.

## Publicacions
- Volum núm. 1-1786;[3]
- Volum núm. 2-1788;
- Volum núm. 3-1789;[4]
- Volum núm. 4-1790;[5]
- Volum núm. 5-1796